# 岡倉士朗

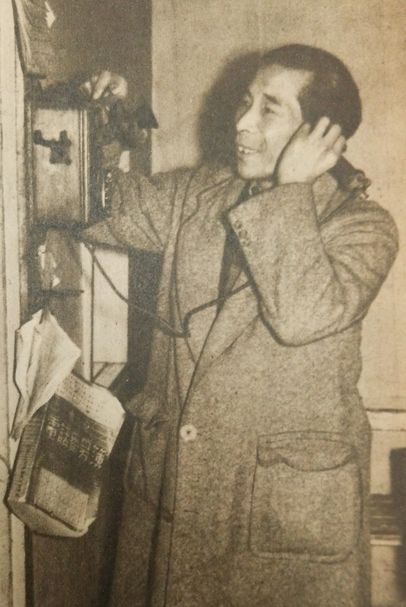
1948年

岡倉 士朗（おかくら しろう、1909年9月24日 ‐ 1959年2月22日）は、日本の演出家。美術史家の岡倉天心の甥。
新築地劇団、ぶどうの会と民衆芸術劇場（のち劇団民藝）と渡り、歌舞伎やオペラなどの演出にも携わった。

## 来歴
東京市本郷区丸山新町（現・文京区白山）出身。
立教大学在学中の1929年に発足した新築地劇団に参加する。演出は土方与志から指導を受けた。大学卒業後も引き続き劇団に在籍した。新築地劇団在籍中に『土』（長塚節作、1937年）や『綴方教室』（豊田正子作、1938年3月）を演出して評価を受ける。1940年8月に新築地劇団を退団するが、治安維持法違反で検挙され、翌年保釈された。
1943年、東宝に入社する。
戦後の1947年、木下順二、山本安英らとぶどうの会を結成。同年の民衆芸術劇場の創設にも参加した。1949年、民衆芸術劇場の『女子寮記』、『山脈』を演出する。木下順二がこの年発表した『夕鶴』は5月にまずラジオドラマとして上演され、12月に「ぶどうの会」で初めて舞台上演がなされたが、そのいずれでも演出を担当した。以後の上演でも岡倉が引き続き演出した。
1950年から1951年にかけて、『現代演劇論大系』（全8巻、五月書房）と別巻の編集に山川幸世とともに携わる。1951年には劇団民藝『炎の人 ヴァン・ゴッホの生涯』を演出した。また同年には『なよたけ』（加藤道夫作、尾上菊五郎劇団）も手がけている。
1955年、團伊玖磨作曲・木下順二作の歌劇『聴耳頭巾』（宝塚大劇場、大阪勤労者音楽協議会委嘱）の演出を担当した。
しかし、1959年に急逝する。この死去について山本安英は1960年に「ぶどうの会も（中略）大きな転機に立たされたことになります」と記している。岡倉による『夕鶴』の演出は、1971年に木下順二が見直すまで踏襲されていた。

## 賞歴
- 毎日演劇賞（1949年） - 『夕鶴』演出[1][2]